# Шледорф (Німеччина)
Шледорф (нім. Schlehdorf) — громада в Німеччині, розташована в землі Баварія. Підпорядковується адміністративному округу Верхня Баварія. Входить до складу району Бад-Тельц-Вольфратсгаузен. Складова частина об'єднання громад Кохель-ам-Зе.
Площа — 25,39 км2. Населення становить 1308 ос. (станом на 31 грудня 2020).

## Галерея

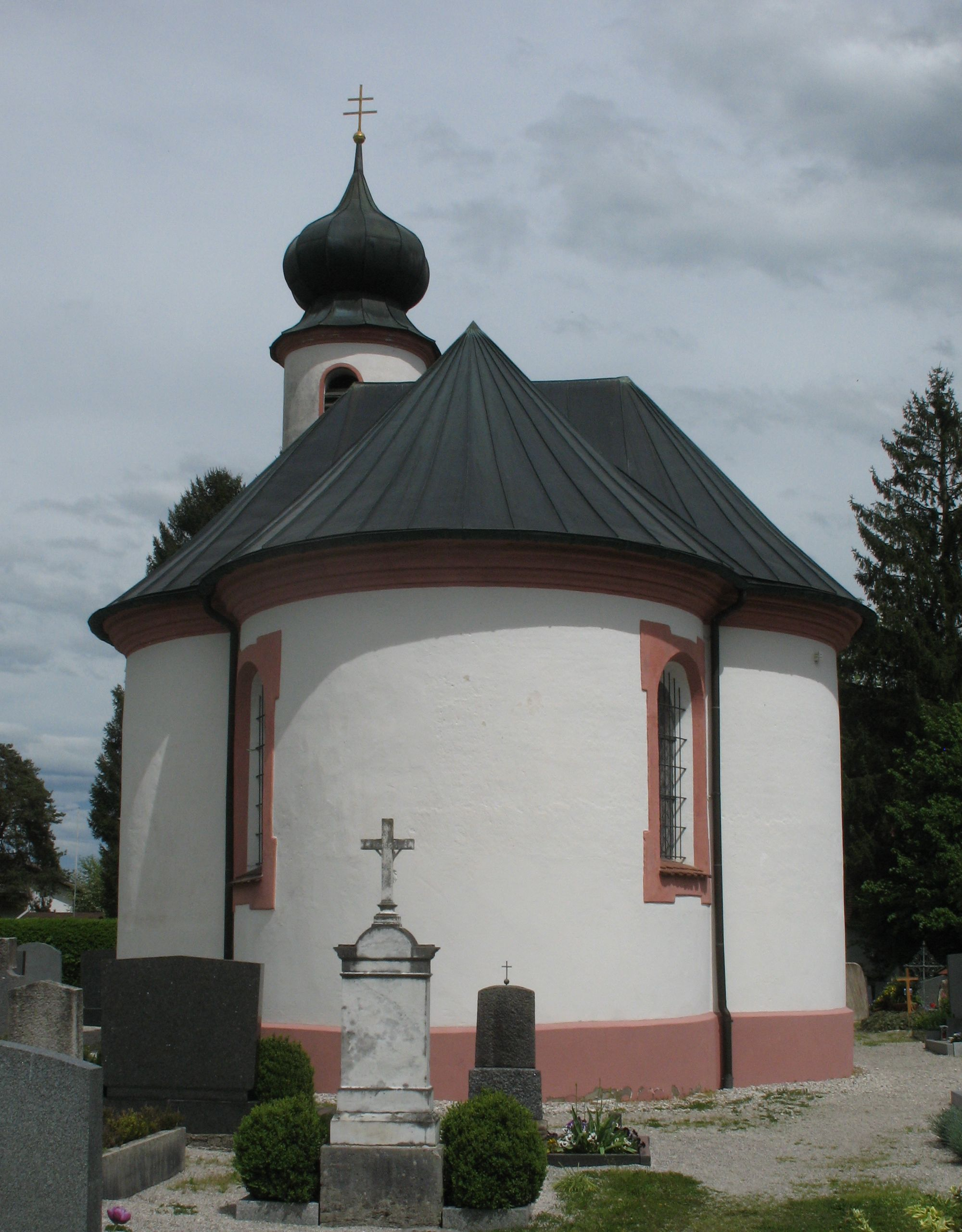
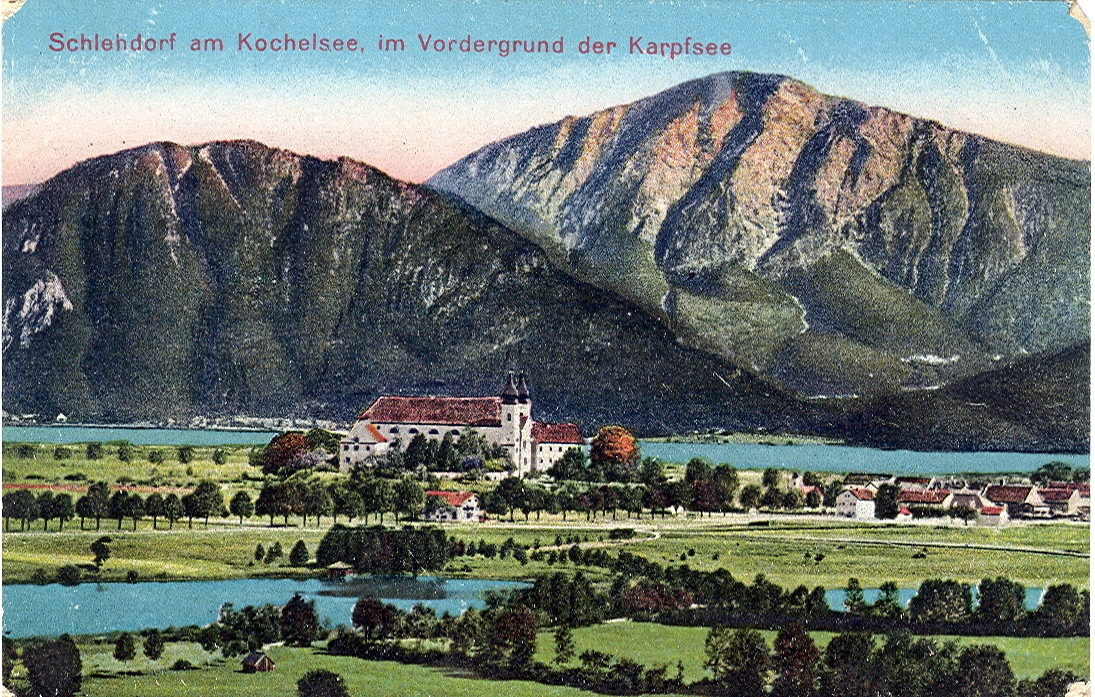
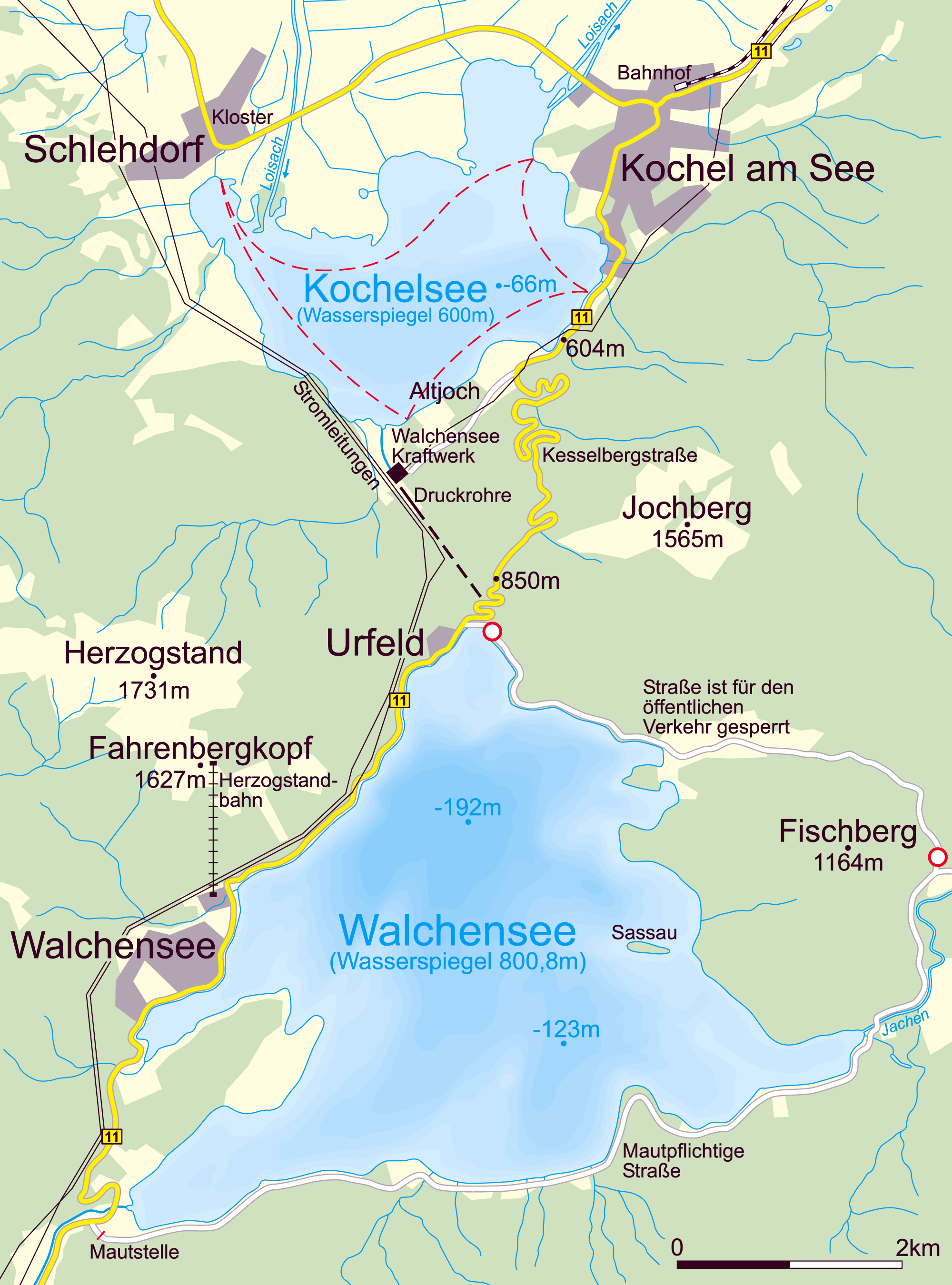

## Відомі люди
- Андреа Савацкі (* 1963) — німецька акторка.